# Chimimōryō
| Recensione              | Giudizio |
| ----------------------- | -------- |
| kevymetal.wordpress.com | 98\100   |

Chimimōryō (魑魅魍魎?) è l'ottavo album in studio del gruppo heavy metal giapponese Onmyo-za, pubblicato il 10 settembre 2008 dalla King Records. L'album ha raggiunto la posizione numero 9 della classifica Oricon (classifica musicale giapponese). È stato il primo album degli Onmyo-za a raggiungere la top ten della classifica giapponese.

## Tracce
1. shutendōji
2. araragi (Orchid)
3. gashadokuro
4. musasabi-ninpōchō (Ninja Scroll of Flying Squirrel)
5. kureha
6. aobōzu
7. hiderigami (God of Drought)
8. shōkera
9. oni-hitokuchi (Eaten by Oni in One Mouthful)
10. dōjōji kuchinawa no goku (Dōjōji Temple, Serpent Prison)
11. tamashizume no uta (Requiem)
12. nyoronyoro (Wriggling)